# 明道加斯·蒂明斯卡斯
明道加斯·蒂明斯卡斯（1974年3月28日—），立陶宛前职业籃球運動員。他曾經效力於扎爾吉利斯等球隊。他也是立陶宛國家籃球隊的一員。